# 环岛路 (厦门)

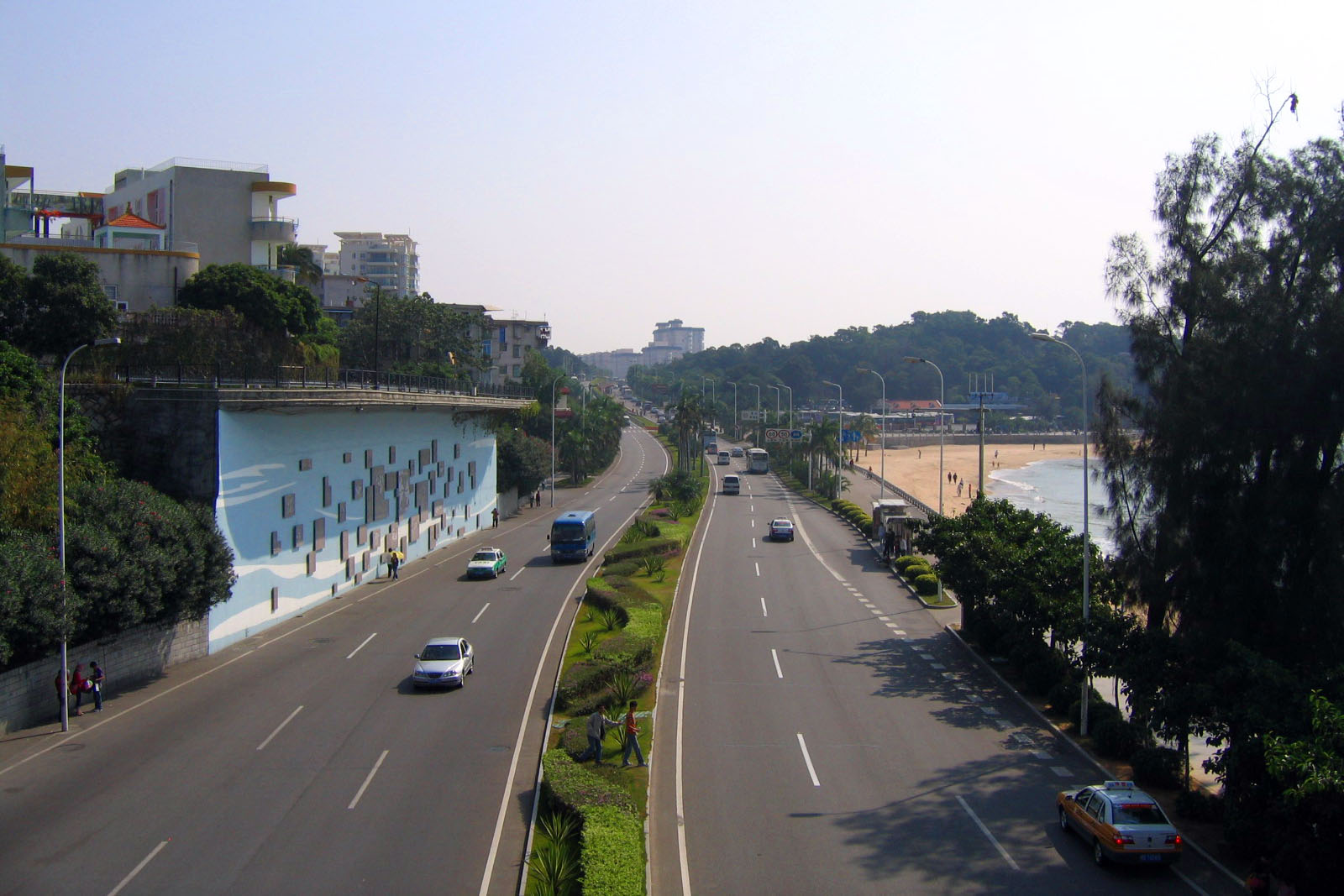
环岛路位于厦大白城附近的一段

环岛路（Huandao Rd.）是环绕福建省厦门市厦门岛的城市干道，跨越厦门市的思明区和湖里区两个区级行政区，全长43公里，地方道路编号为县道401。

## 道路概况

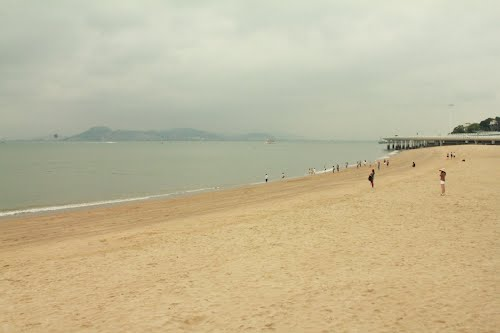
环岛路的沙滩

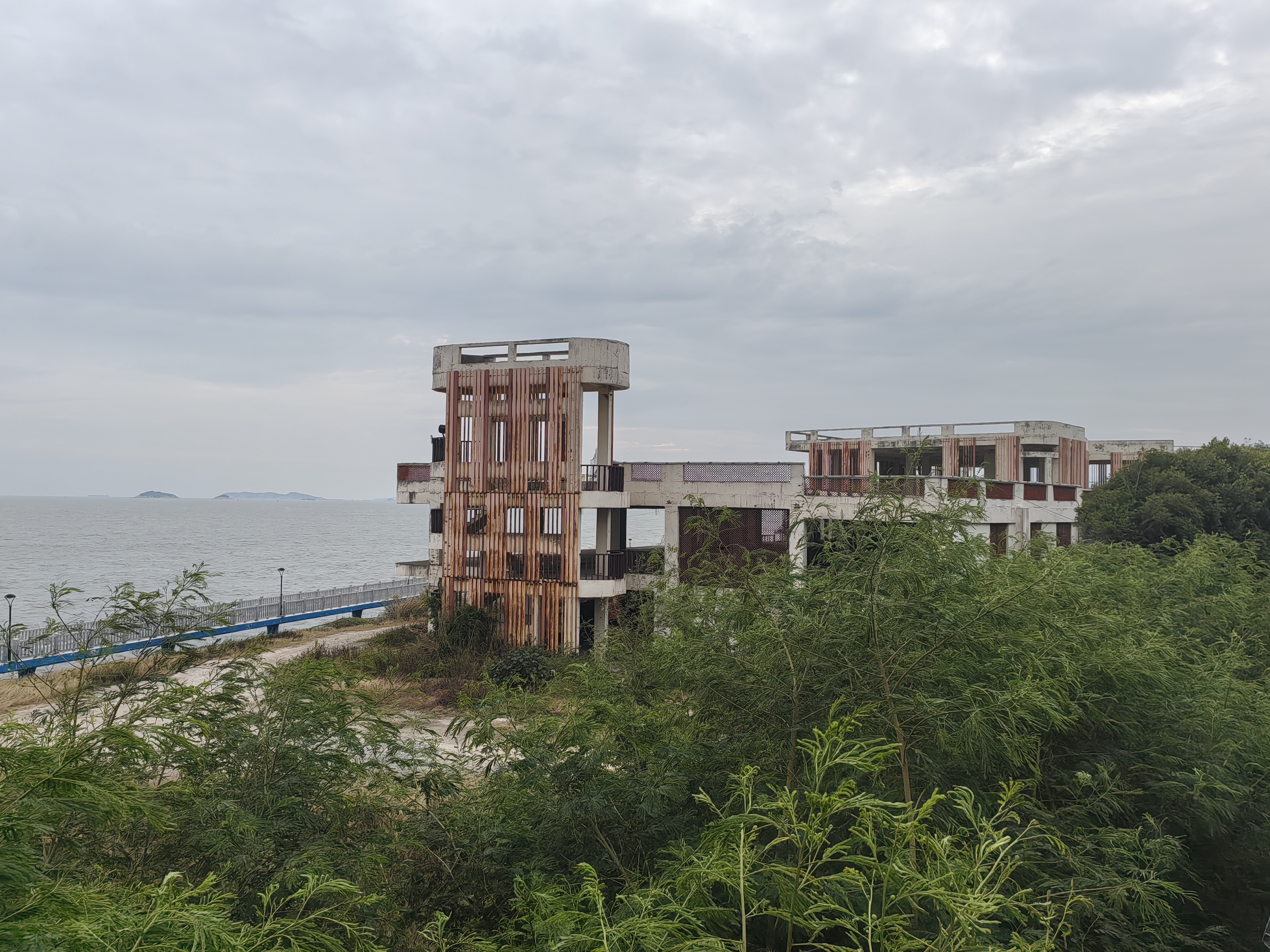
環島路白石砲臺附近由賴昌星所建的爛尾樓受游客歡迎，人稱“厦门版圣托里尼”

环岛路全长约43公里，自1991年开始建设起总投资近38亿元，分三期建设，是厦门市编号为县道401的一级次干道地方道路，全程为双向四车道或双向六车道。包括演武大桥、环岛南路、环岛东路、花屿东路、环岛北路、长岸路、鹭江道。
环岛路以厦门岛北部的石鼓山立交桥为起点，途经疏港路、湖滨西路连通与鼓浪屿隔海相望的鹭江道，并从和平码头起接演武大桥直达厦门大学、胡里山炮台。自胡里山炮台起的路段称为环岛南路，经过曾厝垵、黄厝通往位于前埔的厦门国际会议展览中心，接环岛东路路段向北到达位于五通的五缘大桥，沿厦门高崎国际机场南侧的枋钟路经过高崎互通立交和嘉禾路回到石鼓山立交桥终止。
环岛路位于厦门岛东南，自厦大白城起至何厝香山的一段约13公里的路段为厦门市著名的旅游景点，在1997年厦门市评定的新20景中占有一席之地，称为东环望海。这一路段依海而筑，路面平曲线随海岸线延展，与沿线的景点相结合，正对小金门、大担、二担等岛屿，竖立有“一国两制统一中国”大标语牌。

## 主要桥梁

### 演武大桥
演武大桥位于环岛路西南角海军码头至厦门大学白城段，全长2.2公里，由主桥体、成功大道互通立交、演武互通立交和白城互通立交组成。桥梁建设总投资5.6亿元，于2003年9月6日正式通车。在结构上采取了鱼腹式梁，椭圆型墩，桥身通体漆为白色。为了避免影响沿海景观，桥梁照明采取附设在桥梁护栏上的照明灯而不设灯杆。由于演武大桥低桥位段的桥面标高只有5.5米，被认为是目前世界上离海平面最近的桥梁。

### 五缘大桥
五缘大桥原名钟宅湾大桥，2006年2月更为现名。桥梁位于位于围海造地形成的内湖五缘湾（原名钟宅湾）的出海口，连接环岛路的五通和墩上段。桥梁为钢结构中承式提篮拱桥，总长810米，主桥宽34.9米，引桥宽32米。桥梁于2004年7月2日建成通车，是中国建造的第三座这种类型的桥梁，建成时按跨度大小排名第二。